# Tassili n'Ajjer
Tassili n'Ajjer (Berber: Tasili n Ajjer, tiếng Ả Rập: طاسيلي ناجر; "Cao nguyên của những con sông") là một vườn quốc gia nằm ở tỉnh Tamanghasset thuộc sa mạc Sahara, trên một cao nguyên rộng lớn phía đông nam của Algérie. Tại đây có chứa một trong những nhóm nghệ thuật hang động thời tiền sử quan trọng nhất trên thế giới bao gồm hàng ngàn bản vẽ điêu khắc nghệ thuật trên đá thời tiền sử ghi chép lại sự thay đổi khí hậu, cuộc sống của con người, động vật ở sa mạc Sahara từ 6.000 năm trước công nguyên đến thế kỷ 1. Ngoài ra, nơi đây còn là cảnh quan danh thắng nổi bật với những cột đá thiên nhiên trên sa mạc được hình thành do quá trình địa chất và sự bào mòn của khí hậu. Với diện tích 72.000 km2 (28.000 dặm vuông Anh), Tassili n'Ajjer được UNESCO công nhận là Di sản thế giới từ năm 1982.

## Địa lý và khí hậu
Tassili n'Ajjer là một cao nguyên đá sa thạch và cát rộng lớn nằm ở vùng trung tâm của sa mạc Sahara, phía đông nam Algieria gần biên giới với các quốc gia Libya, Niger và Mali với diện tích lên đến 72.000 km². Điểm cao nhất trên cao nguyên này là đỉnh núi Adrar Afao cao 2.158 mét. Thị trấn gần nhất là ốc đảo Djanet nằm cách Tassili n'Ajjer khoảng 10 km (6,2 mi) về phía tây nam. Địa điểm khảo cổ tại đây được chỉ định là vườn quốc gia, khu dự trữ sinh quyển thế giới và Di sản thế giới của UNESCO.
Cao nguyên cũng là nơi mang giá trị thẩm mỹ và địa chất. Toàn cảnh của nó về sự hình thành địa chất bao gồm các khu rừng đá, sa thạch bị xói mòn, giống như một cảnh quan trên Mặt trăng.
Thời kỳ đồ đá mới Subpluvial, nơi đây từng có rất nhiều các con sông, các hẻm núi xanh tươi, khí hậu ẩm ướt, thuận lợi cho sản xuất nông nghiệp, chăn nuôi của con người giai đoạn Bovidian (4,000 - 1.500 năm TCN). Nhưng gió đã làm khô cạn dần các lòng sông và hồ, làm khí hậu nơi đây khô cằn và khắc nghiệt.

## Địa chất
Phần lớn cao nguyên là đá sa thạch. Chúng được nhuộm màu bởi một lớp oxit kim loại mỏng, tạo màu cho các thành tạo đá ở bất cứ nơi đâu từ đen cho đến đỏ xỉn. Xói mòn trong khu vực đã tạo thành khoảng 300 vòm đá tự nhiên cùng nhiều địa hình ngoạn mục từ kỷ Cambri khác.

## Sinh thái học
Do độ cao và tính giữ nước của đá sa thạch mà thảm thực vật ở đây có phần phong phú hơn so với khu vực sa mạc lân cận. Tại đây bao gồm một khu rừng rất đa dạng các loài đặc hữu và bị đe dọa như Bách Sahara và Hương đào Sahara ở nửa phía đông của khu vực. Tassili n'Ajjer thuộc hệ sinh thái Rừng cây bụi vùng núi Tây Sahara.
Về động vật, tại đây từng tồn tại một quần thể Cá sấu Tây Phi cho đến thế kỷ 20. Nhiều loài động vật khác vẫn tồn tại trên cao nguyên trong đó có cả Cừu Mouflon, loại động vật có vú lớn nhất còn sót lại được miêu tả trong các bức tranh đá của khu vực.

## Văn hóa
Vườn quốc gia là một trong những ví dụ điển hình của nghệ thuật tranh hang động thời tiền sử, thời kỳ Equidian và kết thúc ở thời kỳ đồ đá mới. Với khoảng 15.000 bức vẽ và điêu khắc đã miêu tả cuộc sống, lao động, động vật (ngựa, lạc đà, voi), sự biến đổi của khí hậu đã khiến dân cư ở đây dần thưa thớt tập trung nhiều ở Djanet gần Illizi. Ngoài ra, tại đây còn có rất nhiều các chữ tượng hình điêu khắc, các mảnh gốm, hài cốt khảo cổ, các hang động sinh sống và gò chôn cất người chết của con người có niên đại lên đến 10.000 năm tuổi. Sau khi được phát hiện vào năm 1933, nơi đây đã nổi tiếng trên khắp thế giới với một công viên khảo cổ về nghệ thuật khắc đá của những người tiền sử sinh sống trên sa mạc Sahara.

## Hình ảnh

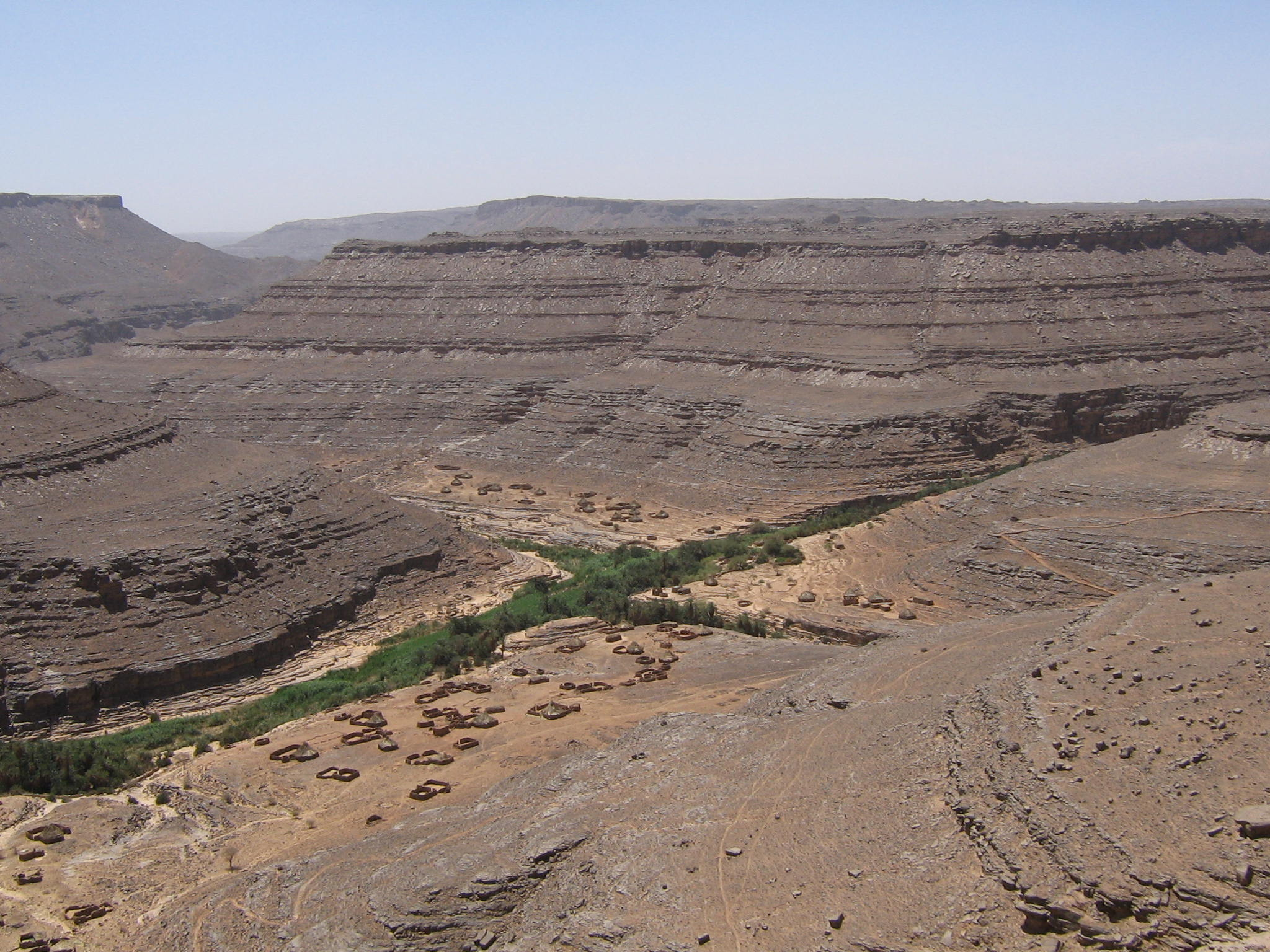
Quang cảnh thung lũng Djanet
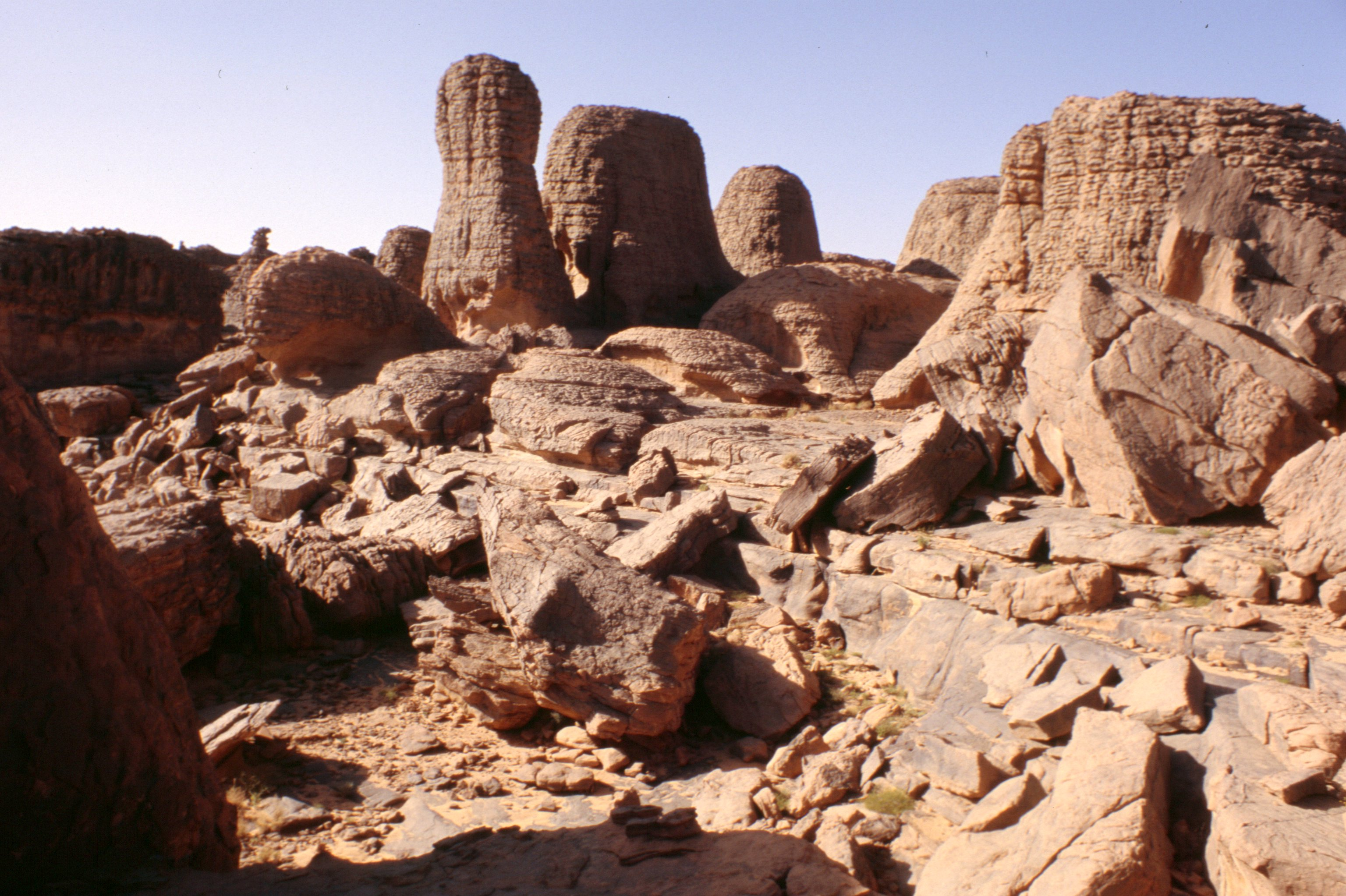
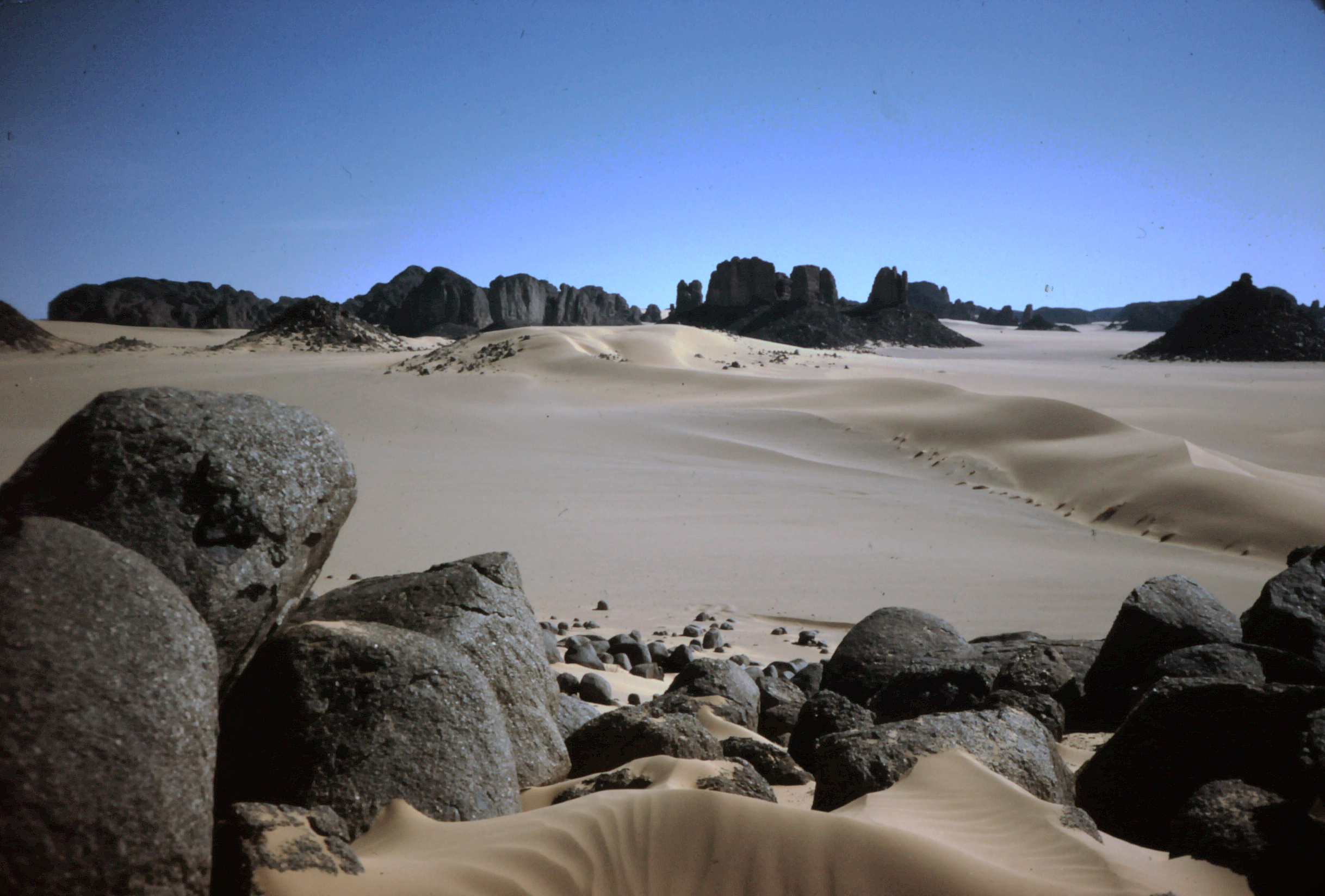
Đá sa thạch trong công viên quốc gia
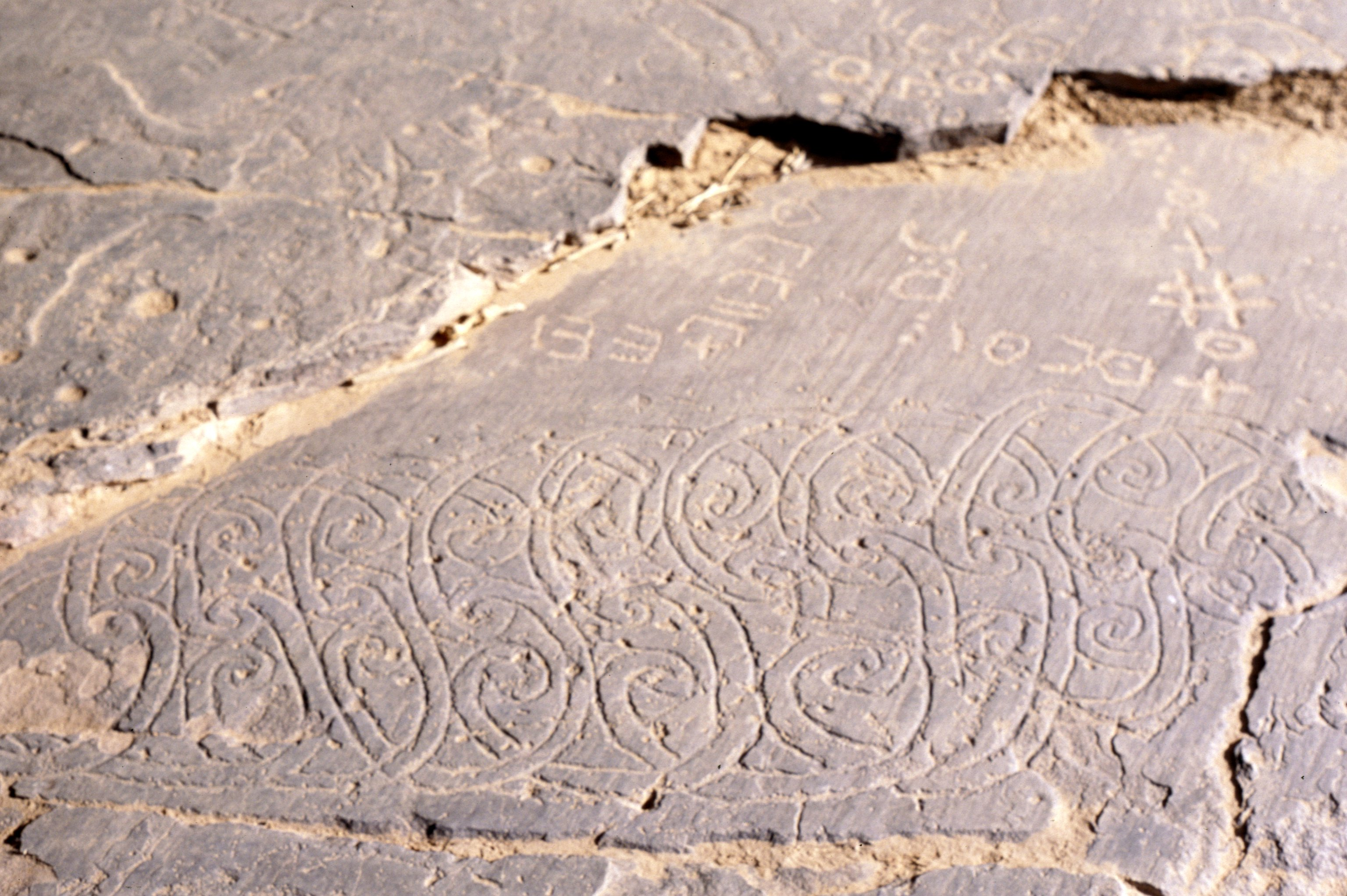
Hình khắc trên đá
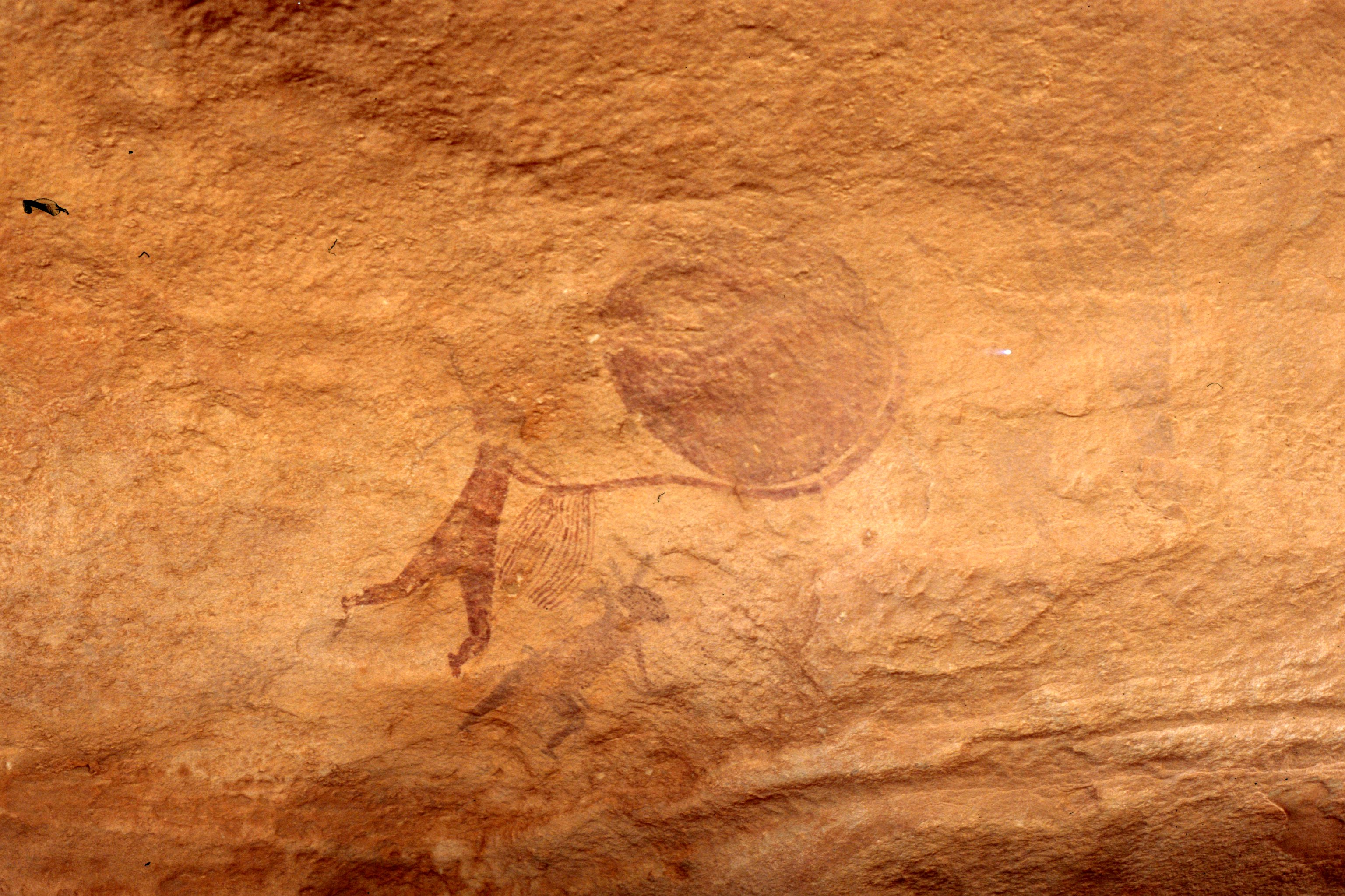
Một bức họa khắc trên vách đá
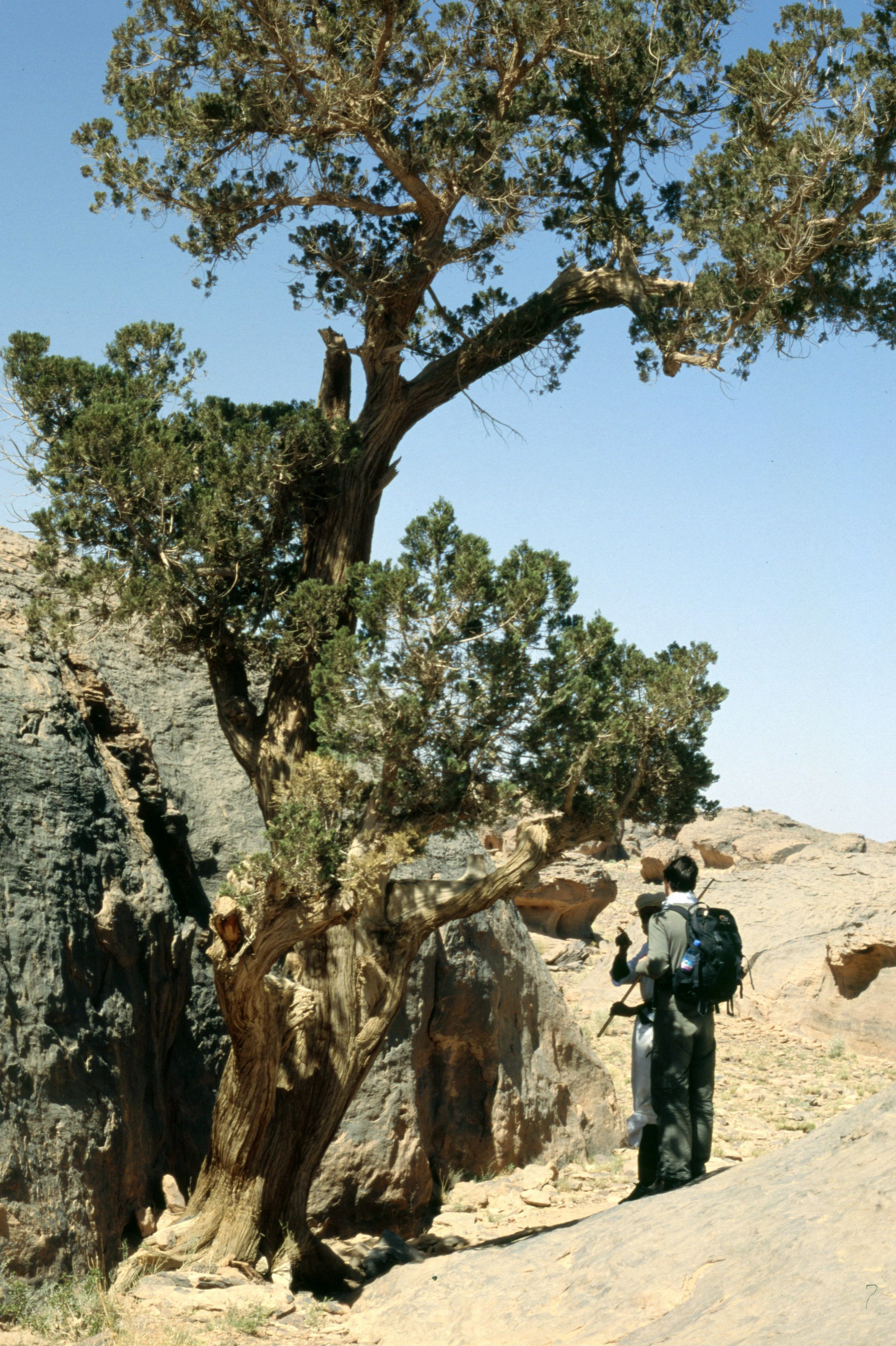
Thực vật sa mạc